# Gransjön (Västra Hargs socken, Östergötland)
Gransjön är en sjö i Mjölby kommun i Östergötland och ingår i Motala ströms huvudavrinningsområde. Sjön har en area på 0,0493 kvadratkilometer och ligger 126,1 meter över havet.

## Delavrinningsområde
Gransjön ingår i det delavrinningsområde (645523-146829) som SMHI kallar för Inloppet i Aren. Medelhöjden är 140 meter över havet och ytan är 19,11 kvadratkilometer. Det finns inga avrinningsområden uppströms utan avrinningsområdet är högsta punkten. Vattendraget som avvattnar avrinningsområdet har biflödesordning 5, vilket innebär att vattnet flödar genom totalt 5 vattendrag innan det når havet efter 117 kilometer. Avrinningsområdet består mestadels av skog (72 procent), öppen mark (11 procent) och jordbruk (15 procent). Avrinningsområdet har 0,15 kvadratkilometer vattenytor vilket ger det en sjöprocent på 0,6 procent.